# Ковалівський загальнозоологічний заказник
Ковалі́вський зака́зник — загальнозоологічний заказник місцевого значення в Україні. Розташований у межах Монастириської міської громади Чортківського району Тернопільської області, біля села Ковалівка, в лісовому урочищі «Ковалівка». 
Площа 2959 га. Створений відповідно до рішення виконкому Тернопільської обласної ради від 30 червня 1986 року № 198. Перебуває у віданні Тернопільського обласного управління лісового господарства (395 га), Ковалівської та Доброводської сільрад. Рішенням Тернопільської обласної ради від 22 липня 1998 року, № 15, мисливські угіддя надані в користування Монастириській районній організації УТМР (Криницьке лісництво, кв. 56-63) як постійно діюча ділянка з охорони, збереження та відтворення мисливської фауни.

## Фауна заказника
Під охороною — численна мисливська фауна. Трапляються вивірка лісова, борсук, сарна європейська («дика коза») і лисиця руда, заєць сірий, куниця лісова, свиня дика та інші тварини.